# رودونیت
رودونیت  (به انگلیسی: Rhodonite) با فرمول شیمیایی CaMn4[Si5O15] از مجموعه کانی هاست و لومینسانس گاهی قرمز تیره، کانی مشابه آن رودوکروزیت است. از کلمه یونانی rhodon بمعنای گل سرخ (رز) گرفته شده‌است کمی در HCl محلول است - در شعله سیاه می‌شود - ذوب می‌شود و یک شیشه سیاه می‌دهد. CaO:۸٫۷۶٪ MnO:۴۴٫۳۱٪ SiO۲:۴۶٫۹۳٪ برای اولین بار در آمریکا (فرانکلین) کشف شد و از نظر شکل بلور: منشوری- پهن وکوتاه، رنگ: صورتی قرمز - قهوه‌ای قرمز، شفافیت: شفاف - نیمه شفاف، شکستگی: نامنظم، جلا: شیشه‌ای - صدفی، رخ: کامل، سیستم تبلور: تری کلینیک و در رده‌بندی سیلیکات است و منشأ تشکیل آن هیدروترمال - دگرگونی مجاورتی - دگرگونی است.
همایند کانی‌شناسی (پارانژ) آن رودوکروزیت- هوسمانیت- گلنتیت- اسپسارتیت است
کاربرد آن: کانسار منگنز (Mn) - کاربرد دردکوراسیون، از نظر ژیزمان بلوری - آگرگات دانه‌ای - توده‌ای فراوان است و بیشتر در آلمان، چک اسلواکی، اسپانیا، روسیه، سوئد یافت می‌شود.